# 帕爾霍米夫卡 (伊林齊區)
49°1′56″N 29°18′51″E / 49.03222°N 29.31417°E
帕爾霍米夫卡（烏克蘭語：Пархомівка），是烏克蘭西南部的村莊，隸屬文尼察州的文尼察區。該村始建於1450年，面積1.92平方公里，海拔高度206米，2001年人口473。